# Круглов Андрій Миколайович
Андрі́й Микола́йович Кругло́в (нар. м. Шепетівка, Хмельницька область) — український військовослужбовець, підполковник. Герой України (2022).

## Життєпис
Командує окремим зенітним ракетним дивізіоном зенітних ракетних комплексів «Бук-М1».
Вивів підрозділ ЗРК «Бук» з-під ударів ворога й особисто знищив два російські гелікоптери та один літак.

## Нагороди
- звання «Герой України» з врученням ордена «Золота Зірка» (28 лютого 2022) — за особисту мужність і героїзм, виявлені у захисті державного суверенітету та територіальної цілісності України, вірність військовій присязі[4];
- Медаль «За військову службу Україні» (10 жовтня 2019) — за особисту мужність і самовідданість, виявлені під час бойових дій, високий професіоналізм та зразкове виконання службових обов’язків[5];
- почесний громадянин Шепетівки (2022)[6].